# Harte Sogn
Harte Sogn er et sogn i Kolding Provsti (Haderslev Stift).
I 1800-tallet var Bramdrup Sogn anneks til Harte Sogn. Begge sogne hørte til Brusk Herred i Vejle Amt. Harte-Nørre Bramdrup sognekommune blev ved kommunalreformen i 1970 indlemmet i Kolding Kommune.
I Harte Sogn ligger Harte Kirke.

## Stednavne
I sognet findes følgende autoriserede stednavne:
- Alpedalen (bebyggelse)
- Bramdrupdam (bebyggelse)
- Busholm (bebyggelse)
- Dybvadbro (bebyggelse)
- Ejstrup (bebyggelse, ejerlav)
- Harte (bebyggelse, ejerlav)
- Ny Stallerup (bebyggelse)
- Påby (bebyggelse, ejerlav)
- Rådvad (bebyggelse, ejerlav)
- Rådvad Mark (bebyggelse)
- Sandbjerg (bebyggelse)
- Sonebjerg (bebyggelse)
- Stallerup (bebyggelse)
- Stubdrup (bebyggelse, ejerlav)

## Historie
Den ældste landsby i sognet er Påby, som menes at være anlagt i tiden før år 800 ved at flere gårde har dannet et lokalt samfund. De ældste spor efter folk i sognet går imidlertid meget længere tilbage i oldtiden. Blandt de ældste kendte gårde i sognet kan nævnes Brødsgaard (nævnt 1468 i historiske kilder) og Stallerupgård. Kirken i sognet er opført i slutningen af 1100-tallet.
Harte nævnes i 1231 med navnet Harthwet og var altså en såkaldt Tved-by, hvilket betyder at der har muligvis været en større trærydning omkring Vikingetiden.
Gennem tiden har der været flere stridigheder mellem Koldings bymænd og folk fra Harte om skellet mellem købstadens jord og Harte sogn. Det blev endeligt fastlagt i 1723, og siden har sognet haft sine nuværende grænser.
Harteboringen i Påby i 1930'erne var Danmarks første olieboring.

### Harte Skole
Førstelærere ved Harte skole:
- 1836-1865 P.K.Møller
- 1865-1898 Martin J. Lindeloff
- 1898-1930 Mads M. Tarp
- 1930-1953 Åge G. Christensen
- 1954-1967 K. Balling
- 1968-1975 R.E. Vilstrup
- 1975-???? O. Louis Jensen